# 大花黄牡丹
大花黄牡丹（學名：Paeonia ludlowii）为芍药科芍药属下的一种落叶灌木，特點是花瓣重疊數較少，花瓣呈現明黃色。
此花只产于中国西藏米林、林芝，生于海拔2900-3200m的雅鲁藏布江河谷及山坡林缘。大花黄牡丹植株高大、花朵硕大、心皮数较少，这与滇牡丹形成区别，是极其珍贵的牡丹观赏、育种材料。属于国家二级保护植物。大花黄牡丹是中国八个牡丹种之一。
每年5月份，这种高达3米的大型灌木在枝头开出朵朵鲜黄色的牡丹花。